# Адміністративно-територіальні та державні утворення з центром у Харкові
Список адміністративно-територіальних і державних утворень з центром у Харкові.

## Адміністративно-територіальні одиниці
- Слобідські полки (сер. XVII ст.—1765);
  - Харківський слобідський козацький полк (між 1651 і 1659 — 1765)
    - Харківська сотня (1654—1765);
- Слобідсько-Українська губернія — губернія Російської імперії в 1765 — 1780 і 1796 — 1835 рр.
  - Харківська провінція
    - Харківське комісарство
- Харківське намісництво — намісництво в 1780 — 1796 рр.
  - Харківський повіт
- Харківське генерал-губернаторство — генерал-губернаторство з декількох (від 2 до 6) губерній з кінця 18 до початку 20 століття.
- Харківська губернія — губернія Російської імперії (1835-1917), РРФСР (1918—1919) і УСРР (1919—1925) в 1835 — 1925 рр..
- Харківська земля — земля УНР в 1918 році.
- Харківська губернія (Українська держава) — губернія Української держави в 1918 р.
- Харківська фортечна зона — військова зона РСЧА в 1919 р.
- Харківська область (ЗСПР) — військово-територіальна одиниця адміністративного поділу Збройних сил Півдня Росії з 25 червня по 12 грудня 1919 р.
- Харківська округа — одиниця адміністративного поділу Української РСР, що існувала з квітня 1923 по липень 1930 р.
- Харківська область — одиниця адміністративного поділу УРСР, (з 1991 року — Україні), що існує з 27 лютого 1932 дотепер.
  - Харківський район
  - Харківська міська рада
- Генеральна округа Харків райхскомісаріату Україна (1942—1943, де-факто не була створена).

## Державні утворення
- Українська Народна Соціалістична Республіка — тимчасова столиця Українського уряду робітників і селян (1918);
- Донецько-Криворізька радянська республіка — постійна столиця радянської республіки у складі РРФСР з 12 лютого по 19 березня і у складі УРР з 19 березня по 8 квітня 1918 р.;
- Українська Радянська Соціалістична Республіка — столиця з 19 грудня 1919 р. по 1934, в 1934 р. перенесена до Києва;
- Південно-Східна Українська Автономна Республіка — нереалізований проект автономної держави в складі України, створений у листопаді-грудні 2004 р. в період подій Помаранчевої революції і політичної кризи в Україні 2004 р.

## Територіальні та історико-культурні утворення
- Слобожанщина (з кінця 1650-х років);
- Донецький кам'яновугільний басейн (з кінця 19 століття по 1920-ті);
- Харківська агломерація (20 — 21 століття).

## Військово-територіальні утворення
- Слобідські полки (сер. XVII ст.—1765);
  - Харківський слобідський козачий полк (1651—1765);
    - Харківська сотня (1654—1765);
- Харківський військовий округ (ХВО) (1864—1888, 1919—1922, 1935—1941, 1943—1946).
- Харківський обласний військовий комісаріат

## Військові утворення (від армії)
- Харківський 4-й уланський полк — кавалерійський полк Російської імператорської армії (1786 - 1651). За часів свого існування був гусарським (1765—1783), кіннотним (1783—1784), легко кіннотним (1784—1790, 1792—1796), кінно-єгерський (1790—1792), кірасирським (1796—1801), драгунським (1801—1827, 1882—1907) та уланським (1827—1882, 1907—1918).
- Добровольча армія ЗСПР (25 червня — 4 грудня 1919);
- Південний фронт РСЧА (1920);
- 6-а німецька армія (січень — травень 1942);
- Степовий фронт РСЧА (23 серпня  вересень 1943);
- Територіальне командування «Північ» Збройних Сил України (1990-ті — по теперішній час).[джерело?]

## Релігійні утворення
- Харківська єпархія Української православної церкви (Московського патріархату), до 1990 — Російської православної церкви. Заснована в 1799 р. шляхом виділення з Бєлгородської єпархії.
- Харківська єпархія Української православної церкви (Київського патріархату). Існує з 1992 р.
- Харківсько-Полтавська єпархія УАПЦ (Українська автокефальна православна церква (оновлена).
- Харківсько-Запорізька дієцезія — єпархія (дієцезія) Римської католицької церкви. Існує з 2002 р.
  - Харківський деканат (Римська католицька церква)  деканат дієцезії Харкова-Запоріжжя Римської католицької церкви.
- Харківський деканат (Українська греко-католицька церква) — деканат Донецько-Харківського екзархату Української греко-католицької церкви. Існує з 2006 р.

## Господарські та інші утворення
- Харківський навчальний округ Російської Імперії (1803—1918, в ньому знаходилося від 6 до 11 губерній);
- Рада З'їзду гірничопромисловців Півдня Росії (1880-ті — 1918, 1919);
- Південна рада народного господарства ДКР (Південний раднаргосп) (1918—1919);
- Харківська рада народного господарства (Харківський раднаргосп, включав кілька областей) (1957—1966);
  - Трест 'Донвугілля' (1920—1930-ті);
- Харківська обласна рада;
- Харківська обласна державна адміністрація;
- Харківський обласний комітет КП України (СРСР, Україна).

## Залізниці
- Курсько-Харківсько-Азовська залізниця (1869) Українські губернії в Російській імперії.
- Харково-Миколаївська залізниця (1870) Українські губернії в Російській імперії.
- Північно-Донецька залізниця  інколи  СіверськоДонецька  чи  СєвєроДонецька  (1908-1925) Українські губернії в Російській імперії, УНР, УРСР.
- Харково-Балашовська залізниця (1895) Українські губернії в Російській імперії.
- Південні залізниці (1907-1934) Українські губернії в Російській імперії, УНР, УРСР.
- Південна залізниця (з 1934) УРСР, Україна.